# Toddalia
Toddalia es un género con 36 especies de plantas de flores perteneciente a la familia Rutaceae. 

## Especies seleccionadas
- Toddalia aculeata
- Toddalia ambigua
- Toddalia angolensis
- Toddalia angustifolia
- Toddalia asiatica
- Toddalia bilocularis

- Datos: Q15930630
- Multimedia: Toddalia / Q15930630
- Especies: Toddalia